# Ян Абрамович
Ян Абрамович (помер 19 квітня 1602) — державний та військовий діяч, урядник Речі Посполитої, письменник.

## Життєпис
Походив з білоруського шляхетського роду Абрамовичів гербу Ястшембець. Син Станіслава Абрамовича. Виховувався при дворі Миколи Радзивілла, великого гетьмана литовського. Тут перейшов з православ'я у кальвінізм. Був серед противників Люблінської унії. Одружився з представницею роду Жиромських. Спочатку займався вирішуванням приватних справ Радзивіллів.
Брав участь у Лівонській війні. У 1570 році обіймав посаду войського віленського, в 1572—1589 — підвоєводи. 1579 року отримує староство лідське. У 1581 році вступив у конфлікт з віленським єпископом Юрієм Радзівіллом щодо юрисдикції єпископа в справах віри. У 1585 році на сеймі виступав за передачу Ліфляндії до складу Великого князівства Литовського. В середині 1580-х років одружився з представницею роду Воловичів.
Згодом став одним з лідерів кальвіністів у Литві та Білорусі. Мав добрі стосунки з православними князями, насамперед Костянтином Острозьким. Брав участь в диспутах з єзуїтами у Вільні в 1585 і 1599 роках. У своєму маєтку Ворняни наприкінці 1580-х років побудував кальвіністський збір, школу і шпиталь. Був покровителем кальвінского полеміста Андрія Волана. Його дружина Анна Дорота була опікуном Віленського православного братства.
Піднесенню кар'єри Абрамовича сприяла підтримка з боку Христофора Радзивілла. У 1589 році призначається президентом дерптським (з 1598 року підвищено до статусу воєводи дерптського) та старостою венденським. У 1593 отримує уряд воєводи мінського, а 1596 року — воєводи смоленський. Брав участь у з'їздах дисидентів в Торуні в 1595 році і у Вільні в 1599 році.
У 1596 році виступив проти призначення очільником віленської дієцезії поляком Бернарда Мацейовського. Відмовився прибути на берестейський собор, де було затверджено Унію. 1597 року підтримував Віленське братство у боротьбі з уніатами та кацлера великого литовського Льва Сапіги з приводу збереження братської церкви. У 1599 році став одним з лідерів віленської конфедерації кальвіністів й православних.

## Володіння
Володів маєтками Дубники і Язов у Віленському повіті, а також Свірани, Сураж і Кобильнік в Ошмянського повіті.

## Творчість
Був автором декількох праць з питань економіки та релігії. З його доробку відома лише праця «Думки литвина про покупку дешевого зерна і більш дорожчий його продаж». В ній викладено аналіз щодо організації і рентабельності хлібної торгівлі. Абрамович сформулював концепцію грошей, що відповідає сучасності, — ціна повинна бути результатом вільної гри попиту та пропозиції на ринку, де діють торгові компаній. При цьому відкидав тодішню теорію про «справедливу ціну» у вигляді суми праці та вартості. Автор наполягав, що уряд Речі Посполитої повинен проводити політику проти монопольних торговельних організацій та сприяти розвитку торгових шляхів.

## Родина
1. Дружина — Ядвіга Жиромська
дітей не було
2. Дружина — Ганна Дорота, донька Григорія Воловича, каштеляна новогрудського
діти:
- Микола (д/н—1651), мстиславльський і троцький воєвода
- Катерина. дружина Костянтина Холовчинського, каштеляна мстиславльського
- Марина (д/н—бл. 1653), дружина Петра Рудоміна-Дусяцького, каштеляна смоленського